# Sophie-Élisabeth d'Anhalt-Dessau
 Sophie-Elisabeth d'Anhalt-Dessau (née le 20 février 1589 - †  9 février 1622), est une princesse allemande qui règne comme duchesse-consort sur un duché de Silésie.
Sophie-Elisabeth d'Anhalt-Dessau est la fille ainée de Jean-Georges Ier d'Anhalt-Dessau et de son épouse Dorothée, fille du comte Jean-Albert VI de Mansfeld-Arnstein. Abbesse de Gernrode, elle épouse le 27 octobre ou le 4 novembre 1614 son cousin-germain Georges-Rodolphe de Liegnitz, duc de  Liegnitz-Wohlau de 1602 à 1653. Elle meurt dès le 9 février 1622 sans avoir eu d'enfant.

## Sources
- Anthony Stokvis, Manuel d'histoire, de généalogie et de chronologie de tous les États du globe, depuis les temps les plus reculés jusqu'à nos jours, préf. H. F. Wijnman, Israël, 1966, chapitre VIII   « Généalogie de la Maison d'Anhalt », tableau généalogiques n° 126 (suite) p. 311.
- (de) Europaïsche Stammtafeln Vittorio Klostermann, Gmbh, Francfort-sur-le-Main, 2004  (ISBN 3465032926),  Die Herzoge von Liegnitz, Brieg und Wohlau 1586-1675 des Stammes der Piasten  Volume III Tafel 11.